# الین کلینگا
الین کلینگا (سوئدی: Elin Klinga؛ زادهٔ ۱۳ اوت ۱۹۶۹) بازیگر اهل سوئد است.
از فیلم‌ها یا مجموعه‌های تلویزیونی که وی در آن‌ها نقش داشته است، می‌توان به بچه‌های مرد شیشه‌گر و گزارش به خداوند اشاره کرد.